# Cléoma Falcon
Pour les articles homonymes, voir Breaux et Falcon.
Cléoma Falcon, née Breaux (1905 ou 27 mai 1906 à Crowley, Louisiane – 9 avril 1941), était une guitariste et chanteuse de musique cadienne. Cléoma, avec son mari Joseph Falcon, est connue pour avoir réalisé le premier enregistrement d'une chanson cadienne, Allons à Lafayette, en 27 avril 1928 à La Nouvelle-Orléans. Le 27 avril 1928, ils réalisent ensemble avec Allons à Lafayette le premier enregistrement de musique cadienne. Puis elle effectua des tournées à travers la Louisiane et le Texas.

## Famille
Cléoma est née dans une famille de musiciens. Elle était la fille d'Auguste Breaux, un joueur d'accordéon de musique cadienne. Elle avait également trois frères, Ophy, Clifford, et Amédée, avec qui elle enregistra beaucoup d'albums. Cléoma et Joseph se marièrent le 27 avril 1932 et adoptèrent une fille appelée Lulu.

## Carrière musicale
Cléoma eut un énorme impact sur la musique cadienne, ce qui était rarement le cas pour les femmes dans le domaine musical en ce temps-là. Sa voix et sa dextérité à la guitare fascinèrent de nombreuses personnes. Ses enregistrements devinrent très populaires jusqu'en 1940, date à laquelle elle fut sérieusement blessée lors d'un accident de voiture, dont elle décéda l'année suivante. Son importance pour la musique cadienne fut reconnue lorsqu'elle devint la première femme à être intronisée à titre posthume dans le Cajun Music Hall of Fame en 2002.